# 萨克森州诺伊施塔特
萨克森州诺伊施塔特（德語：Neustadt in Sachsen，發音：[ˈnɔʏʃtat ʔɪn ˈzaksn̩] ⓘ）是德国萨克森州萨克森施韦茨-东厄尔士山县的城市，面积83.12平方千米，2023年12月31日人口为11,929人。